# Aragorn I
Aragorn I es un personaje ficticio en el universo imaginario de J. R. R. Tolkien, que aparece en los apéndices de la novela El Señor de los Anillos. Es un dúnadan, hijo de Aravir, nacido en Rivendel en el año 2227 de la Tercera Edad del Sol. 
Como sus antecesores fue educado en Rivendel hasta la mayoría de Edad. Su nombre está compuesto en la lengua sindarin y puede traducirse como «rey valiente».
A la muerte de su padre en el año 2319 T.E., Aragorn I se convirtió en el quinto capitán de los dúnedain del Norte. Durante su reinado no ocurrió ningún hecho de relevancia, pues todavía reinaba la Paz Vigilante. Gobernó por poco tiempo (ocho años) porque fue muerto por los lobos en Eriador, en 2327 T.E., a los cien años de vida, y fue sucedido por su hijo Araglas.